# 黄刺玫
黄刺玫（学名：Rosa xanthina）为蔷薇科蔷薇属下的一个种。

## 扩展阅读
- 維基物種上的相關：黄刺玫